# Deutsche Poolbillard-Meisterschaft 2017 (Senioren)
Die Deutsche Poolbillard-Meisterschaft 2017 war die 33. Austragung zur Ermittlung der nationalen Meistertitel der Senioren in der Billardvariante Poolbillard. Sie wurde vom 4. bis 12. November 2017 in der Wandelhalle in Bad Wildungen im Rahmen der Deutschen Billard-Meisterschaft ausgetragen.
Es wurden die Deutschen Meister in den Disziplinen 14/1 endlos, 8-Ball, 9-Ball und 10-Ball ermittelt.

## Medaillengewinner
| Disziplin   | Gold                                        | Silber                                      | Bronze                                 | Bronze                                      |
| ----------- | ------------------------------------------- | ------------------------------------------- | -------------------------------------- | ------------------------------------------- |
| 14/1 endlos | Reiner Wirsbitzki (1. PBC Hürth-Berrenrath) | Dirk Kozianka (BC Oberhausen)               | Ralf Wack (PBC Joker Altstadt)         | Thomas Mertes (BC Fortuna)                  |
| 8-Ball      | Markus Kamuf (BF Bruchsal)                  | Guido Gerber (BSC Neukirchen/Geldern)       | Steffen Gross (PBC Bad Saulgau)        | Jürgen Ritter (PBC Red Lion)                |
| 9-Ball      | Mario März (BSV Ergolding)                  | Timo Hofmann (TV 1876 Eberstadt)            | Dirk Stenten (Schwarz-Weiß Kohlscheid) | Reiner Wirsbitzki (1. PBC Hürth-Berrenrath) |
| 10-Ball     | Andreas Weber (Bf Duisburg 02)              | Reiner Wirsbitzki (1. PBC Hürth-Berrenrath) | Thomas Lindhoff (1. PBV Pinneberg)     | Dirk Stenten (Schwarz-Weiß Kohlscheid)      |

## Modus
Die 32 Spieler, die sich über die Landesmeisterschaften der Billard-Landesverbände qualifiziert haben, traten zunächst im Doppel-K.-o.-System gegeneinander an. Ab dem Achtelfinale wurde im K.-o.-System gespielt.